# Скаммон-Бей (Аляска)
Скаммон-Бей (англ. Scammon Bay) — місто (англ. city) в США, в окрузі Кусілвак штату Аляска. Населення — 600 осіб (2020).

## Географія
Скаммон-Бей розташований за координатами 61°50′33″ пн. ш. 165°35′0″ зх. д. / 61.84250° пн. ш. 165.58333° зх. д. (61.842624, -165.583266).  За даними Бюро перепису населення США в 2010 році місто мало площу 1,62 км², уся площа — суходіл. В 2017 році площа становила 1,21 км², уся площа — суходіл.

## Демографія
Згідно з переписом 2010 року, у місті мешкали 474 особи в 96 домогосподарствах у складі 85 родин. Густота населення становила 293 особи/км².  Було 105 помешкань (65/км²).
Расовий склад населення:
| - 99,4 % — корінних американців - 0,4 % — білих |

До двох чи більше рас належало 0,2 %. Частка іспаномовних становила 0,0 % від усіх жителів.
За віковим діапазоном населення розподілялося таким чином: 51,3 % — особи молодші 18 років, 42,4 % — особи у віці 18—64 років, 6,3 % — особи у віці 65 років та старші. Медіана віку мешканця становила 17,6 року. На 100 осіб жіночої статі у місті припадало 122,5 чоловіків;  на 100 жінок у віці від 18 років та старших — 115,9 чоловіків також старших 18 років.
Середній дохід на одне домашнє господарство  становив 37 477 доларів США (медіана — 27 917), а середній дохід на одну сім'ю — 38 792 долари (медіана — 28 750). Медіана доходів становила 47 500 доларів для чоловіків та 48 750 доларів для жінок. За межею бідності перебувало 44,1 % осіб, у тому числі 48,4 % дітей у віці до 18 років та 21,2 % осіб у віці 65 років та старших.
Цивільне працевлаштоване населення становило 82 особи. Основні галузі зайнятості: освіта, охорона здоров'я та соціальна допомога — 43,9 %, публічна адміністрація — 22,0 %, роздрібна торгівля — 14,6 %, транспорт — 7,3 %.